# Huize Frankendael

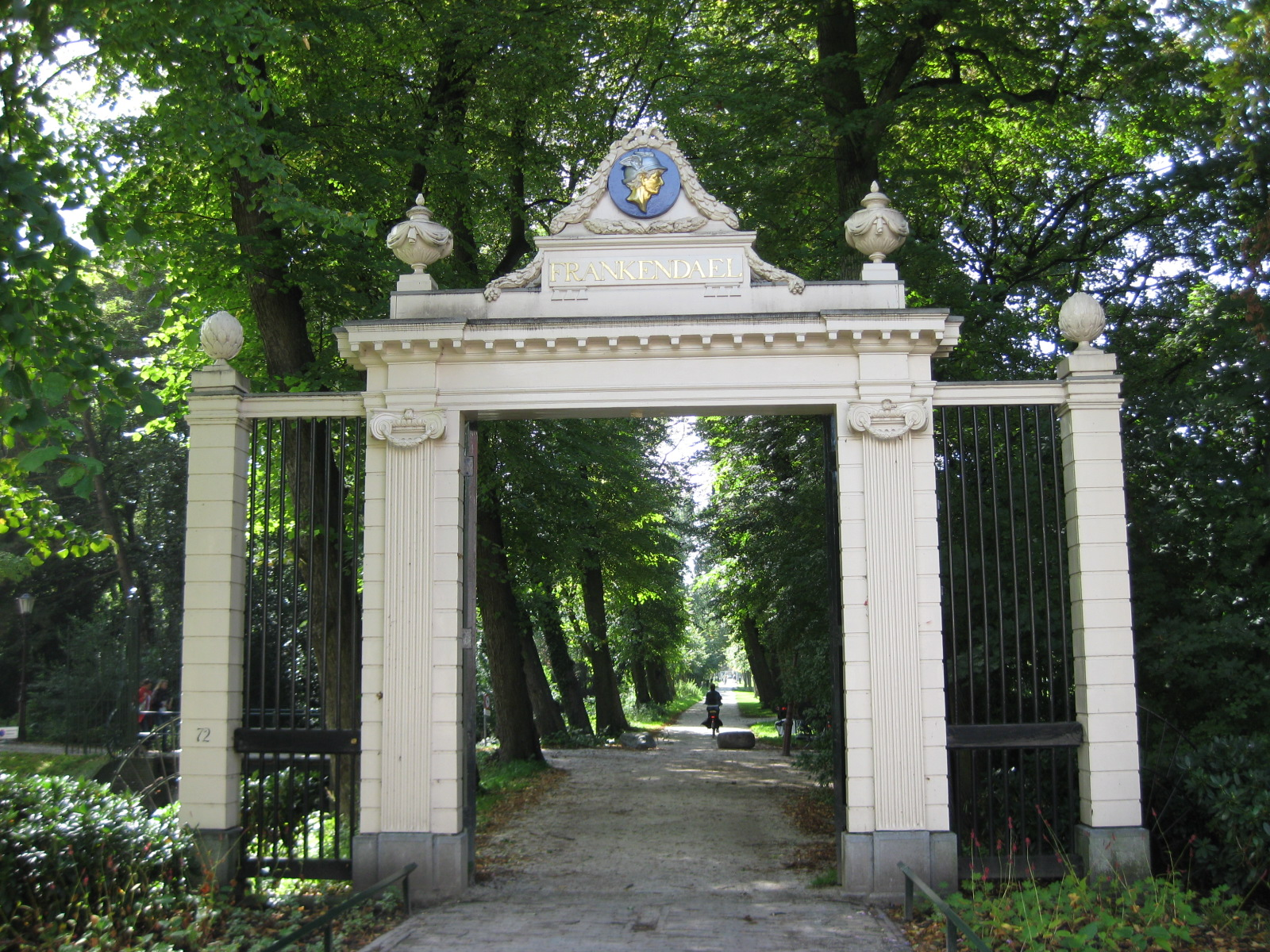
Ingresso della tenuta

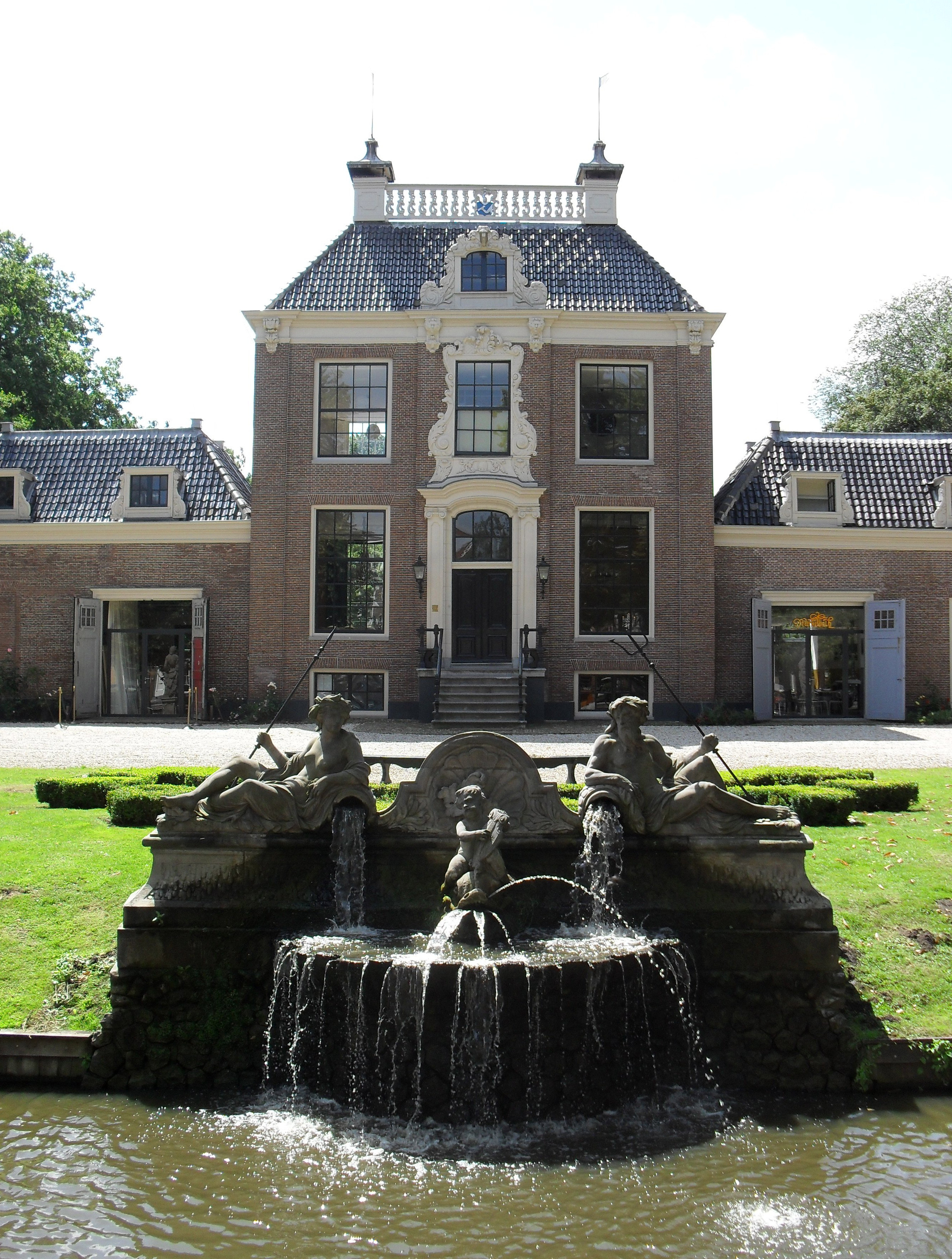
La facciata di Huize Frankendael con la fontana

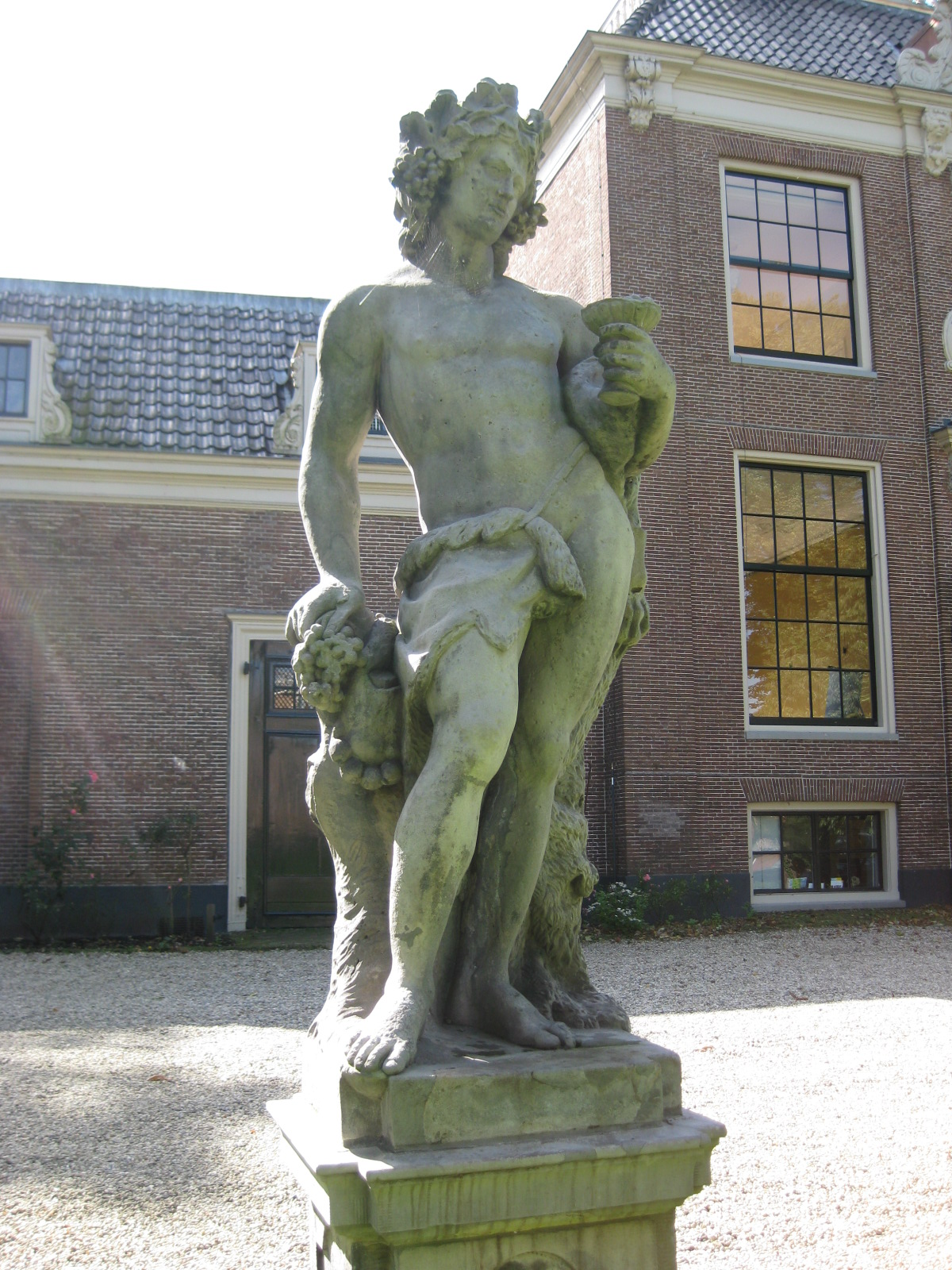
Scultura raffigurante il dio Bacco a Frankendael

Huize Frankendael (o Huis Frankendael), con l'annesso Park Frankendael, è una storica residenza di Amsterdam: situata al nr.72 della Middenweg, nel quartiere di  Frankendael (stadsdeel di Amsterdam-Oost), fu realizzata in gran parte probabilmente tra la seconda metà o fine del XVII secolo e il 1733 ca.
Si tratta dell'unico esempio rimasto delle residenze nobiliari di campagna realizzate tra il XVII e il XVIII secolo nel polder di Watergraafsmeer. L'altro è Amstelrust. L'edificio ospita un ristorante e sale adibite ad eventi vari e non è aperto al pubblico per le visite turistiche.

## Storia
L'edificio originario fu costruito probabilmente intorno al 1659.
Agli inizi del XVIII secolo la casa fu abitata da Izaak Balde, che era divenuto proprietario della tenuta nel 1695. Balde diede alla tenuta il nome di Frankendael, un nome che derivava da Frankenthal, un luogo di rifugio per i protestanti nei pressi di Worms, dove aveva trovato ospitalità suo nonno.
L'opera di costruzione dell'edificio proseguì fino al 1733, quando Huize Frankendael assunse l'aspetto attuale.
In seguito, fino 1759, fu proprietario della tenuta Jan Gildemeester. Quindi, a partire dal 1779, divenne proprietario di Frankendael Jan Gildemeester Janszoon, che nel 1783 affidò all'architetto Jacob Otten Husly l'incarico di realizzare un porticato in legno.
L'edificio fu abitato stabilmente fino agli inizi del XIX secolo. Tra il 1849 e il 1866, risiedette a Frankendael Pieter Proot, che soleva tenere nella residenza feste e banchetti.
In seguito, nel 1866, la tenuta di Frankendael fu acquisita dalla Nederlandsche Tuinbouw Maatschappij Linnaeus, che adibì le stanze dell'edificio ad uffici.
Tra il 1927 e il 1956, i giardini della villa ospitarono, nel periodo estivo, spettacoli teatrali all'aperto.
Nel frattempo, agli inizi degli anni cinquanta fu intrapresa un'opera di restauro sotto la direzione dell'architetto Ben Merkelbach. Il comune di Amsterdam offrì quindi a Ben Merkelbach nel 1957 la possibilità di utilizzare Frankendael come proprio ufficio personale; la tenuta fu così in seguito abitata dai discendenti di Merkelbach fino al 2004.

## Architettura

### Esterni
La tenuta si estende in un'area di circa 7 acri nei dintorni del Tropenmuseum.
All'ingresso si trova un porticato in legno (v. la sezione "Storia"), che reca lo stemma di Jan Gildemeester Janszoon. La facciata dell'edificio principale è in mattoni rossi. 
Di fronte alla facciata principale trova posto una fontana realizzata nel 1714 dallo scultore Ignatius van Logteren.  Nella parte anteriore della villa, si trovano inoltre quattro statue degli inizi del XVIII secolo, forse trasferite a Frankendael da uno dei suoi proprietari, Jan Gildemeester.
Nel retro della villa, si trova invece un giardino in stile inglese.

### Interni
Le sale di Huize Frankendael sono decorate in stile Luigi XIV.